# Wiktorija Andrejewna Korobowa
Wiktorija Andrejewna Korobowa (russisch Виктория Андреевна Коробова; * 11. Juni 2002) ist eine russische Handballspielerin. Sie ist Erstligaspielerin im Hallenhandball sowie russische Nationalspielerin im Beachhandball.
Korobowa sollte nicht mit der mehrere Jahre älteren Beachvolleyball-Spielerin gleichen Namens verwechselt werden.

## Hallenhandball
Wiktorija Korobowa spielt im Rechtsaußen oder im rechten Rückraum. Sie erhielt ihre Ausbildung beim Erstligisten GK Dynamo Wolgograd und wurde dort in der zweiten Mannschaft eingesetzt. 2020 wechselte sie zum Ligakonkurrenten GK Stawropol, bei dem sie ihr Debüt in der höchsten russischen Spielklasse gab.
Korobowa spielte sowohl für die Auswahl ihres Jahrgangs als auch für die A-Auswahl des Oblasts Wolgograd.

## Beachhandball
Das erste internationale Turnier mit einer russischen Auswahl bestritt Korobowa 2019 im Rahmen der Jugendeuropameisterschaften (U17) in Stare Jabłonki, für das sie aus einem Pool von 30 Spielerinnen ausgewählt wurde. Nach einer Niederlage zum Auftakt gegen die Deutschen Mädchen gelangen anschließend in den beiden anderen Vorrundenspielen gegen die Schweiz und Frankreich Siege. In der Hauptrunde gab es Niederlagen gegen Spanien und die Niederlande und dazwischen einen Sieg über die polnischen Gastgeberinnen. Als Dritte ihrer Hauptgruppe waren die Russinnen damit nicht für die Halbfinals, sondern die Platzierungsspiele qualifiziert. Hier gelangen Siege über Litauen und Portugal, womit Russland das Turnier auf dem fünften Platz beendete. Korobowa bestritt fünf der acht Spiele und erzielte dabei zehn Punkte. Neben Tatjana Litwinowa, Sofija Lyschina, Tatjana Medwedewa, Darja Garkuschtschenko und Jelisaweta Dudkina in das Aufgebot der direkt im Anschluss an selber Stelle stattfindenden Europameisterschaften 2019 berufen.

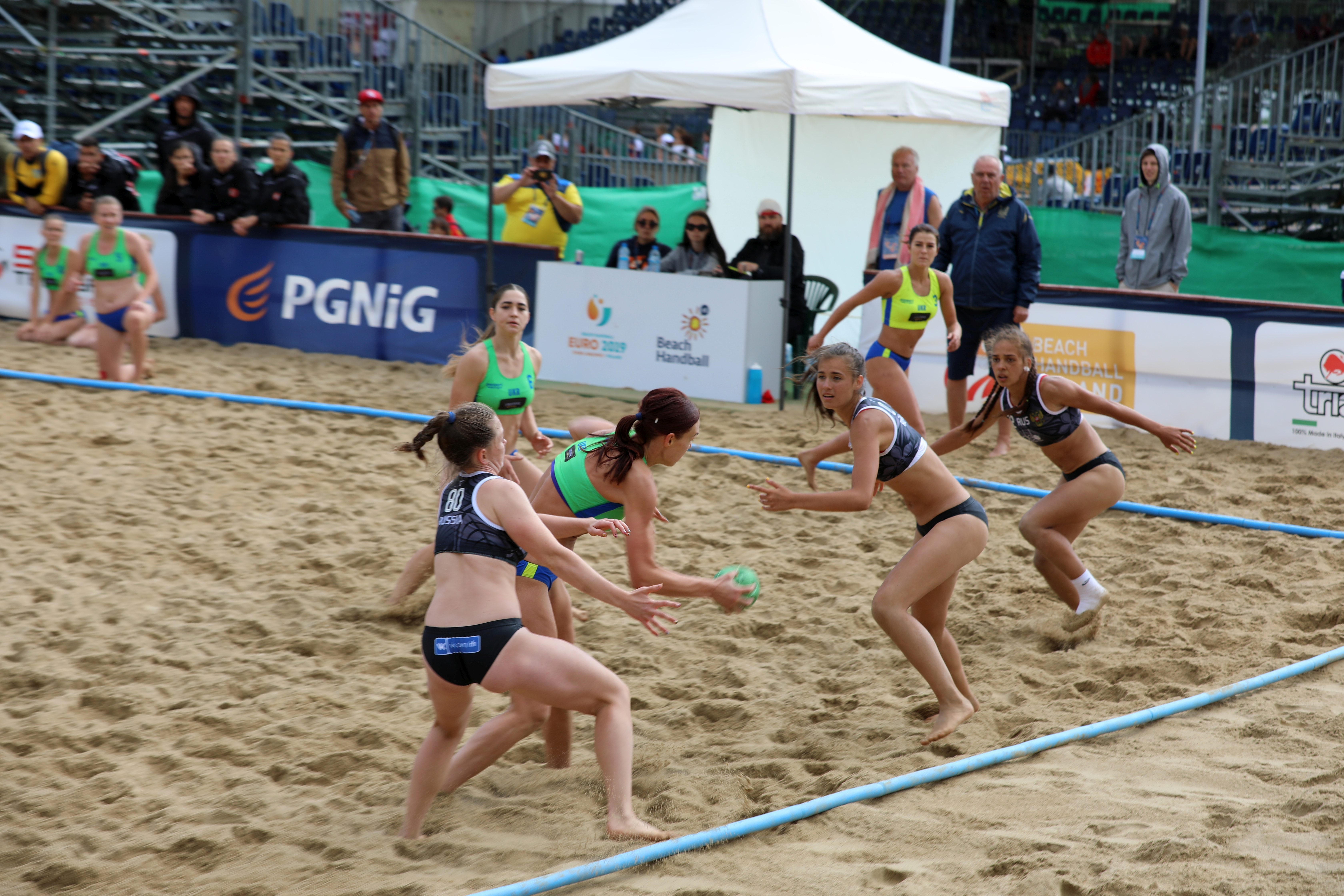
Korobowa (rechts) verteidigt mit Marija Belowa (Mitte) und Sofja Krachmaljowa gegen die angreifenden Ukrainerinnen Yuliya Andriychuk (vorn, grün), Anna Diablo (grün) und Yana Hotra (gelb) im Vorrundenspiel der EM 2019

Auch bei der EM spielten die Russinnen als erstes gegen Deutschland und unterlagen erneut in Shootout. Es war das einzige Turnierspiel, in dem statt Korobowa Tatjana Medwedewa zum Einsatz kam. Danach folgte gegen Nordmazedonien der einzige Sieg in der Vorrunde. Als Vorletzte ihrer Gruppe gelang nicht die Qualifikation für die Hauptrunde. In der Trostrunde unterlag Russland zunächst ein weiteres Mal gegen Frankreich, bevor zwei Siege gegen Slowenien und Rumänien gelangen. Es folgten die Platzierungsspiele. Hier gewannen die Russinnen ihr erstes Spiel gegen die Türkei und schlugen im letzten Spiel um den neunten Rang die Deutschen Frauen. Korobowa bestritt neun der zehn möglichen Partien und erzielte dabei 20 Punkte.

## Einzelbelege
1. ↑  Коробова Виктория Андреевна. myvolley.ru, 16. Oktober 2013, abgerufen am 11. Juni 2021.
2. ↑  European Handball Federation - 2019 Women's Ech Beach Handball 17 / Final Tournament. Abgerufen am 4. April 2021 (englisch).
3. ↑  European Handball Federation - 2019 Women's ECh Beach Handball / Final Tournament. Abgerufen am 18. November 2020 (englisch).

| Personendaten    | Personendaten |
| ---------------- | --- |
| NAME             | Korobowa, Wiktorija Andrejewna                                                                                         |
| ALTERNATIVNAMEN  | Korobowa, Wiktorija Andrejewna; Коробова, Виктория Андреевна (russisch); Korobova, Viktoriia (englische Transkription) |
| KURZBESCHREIBUNG | russische Handballspielerin                                                                                            |
| GEBURTSDATUM     | 11. Juni 2002 |